# マリオ・ロッシ
マリオ・ロッシ（イタリア語: Mario Rossi, 1902年3月29日 - 1992年6月29日）は、イタリアの指揮者。トゥリオ・セラフィンと並ぶ、20世紀におけるイタリア・オペラ指揮の第一人者として高く評価されている。イタリア・オペラのみならず、グルックのようなドイツ古典オペラからプロコフィエフのような近代ロシアまで、幅広いレパートリーと細部まで行き届いた解釈で知られる。

## 経歴
1902年3月29日、イタリア王国プッリャ州バーリ県ビテットに生まれる。ローマで教育を受け、サンタ・チェチーリア音楽院でオットリーノ・レスピーギに作曲を、ジャコモ・セタッチョーリに指揮を学び、1925年の卒業直後からベルナルディーノ・モリナーリの助指揮者を務めた。1923年から1926年にかけてローマで労働者のアマチュア合唱団を指揮して認められ、アウグステオ管弦楽団（現ローマ聖チェチーリア音楽院管弦楽団）の副指揮者に迎えられた。1936年にはアウグステオ管弦楽団を離れ、ヴィットリオ・グイの後任としてフィレンツェ五月音楽祭管弦楽団の常任指揮者(1937-1946)になり、1937年にピエトロ・マスカーニの歌劇「イリス」で指揮台へのデビューを飾り、翌年にはジャン・フランチェスコ・マリピエロの歌劇「アントニオとクレオパトラ」の初演を飾った。
ロッシはイタリアの全ての主要な歌劇場で指揮をした。イタリアの標準的なレパートリーでの名声を確立するとともに、ガルッピの歌劇「田舎の哲学者」Il filosofo di campagna、クラウディオ・モンテヴェルディの歌劇「ウリッセの帰還」Il ritorno d'Ulisse in patria、ピッチンニの歌劇「チェッキーナ、または良い娘」La buona figliuoula (La Cecchina)などのリバイバルも行った。ロッシーニの「ウィリアム・テル」、「タンクレーディ」、「オリー伯爵」など、ロッシーニ・ルネッサンス以前から、「セビリアの理髪師」などの有名作品以外の紹介にも積極的であった。一方で、現代作品の紹介に積極的であったにもかかわらず、プッチーニについては、ウィーンでの「トゥーランドット」以外の録音が無いなど、レパートリーには拘りがあった。
第二次世界大戦後にトスカニーニがイタリアに戻ってきたとき、それまでスカラ座にも客演していたロッシにスカラ座の芸術顧問の仕事を依頼したが、ロッシはこれを断り、1946年からトリノ・イタリア放送交響楽団の首席指揮者に就任し、1969年に勇退するまでにこのオーケストラをイタリア有数のオーケストラに育て上げた。トリノの他にもミラノ、ローマ、ナポリのイタリア放送交響楽団でも頻繁に演奏している。国外でも、ブリュッセル (1950年)、ウィーン (1951年以降)、ザルツブルク (1952年) 、ケルン（1953年以降）、ハンガリー動乱前夜のブダペストなどで公演を行なっている。
1953年には現代音楽を積極的に取り上げた功績を認められ、シェーンベルク賞を贈られ、1960年にはヴィオッティ金メダルを授与されている。
1992年、ローマにて没。

## 録音について
録音は、オペラ全曲盤をチェトラ、管弦楽曲をヴァンガードに行っている他、多くのライヴ録音や放送用録音盤が残されている。代表的な録音としては、「ウィリアム・テル」Guglielmo Tell、「シチリアの晩鐘」I vespri siciliani、 「ファルスタッフ」Falstaff、「アドリアーナ・ルクヴルール」Adriana Lecouvreurなどが挙げられる。
ヴィヴァルディから、グルックの「パリーデとエレナ」Paride ed Elena(1968)やプロコフィエフの「アレクサンドル・ネフスキー」Alexander Nevsky(1954)、師レスピーギやペトラッシなどの現代作品の録音は、ロッシが18世紀前半から20世紀の現代作品まで、国籍に捉われず、「イタリア的」あるいは「慣用的」なスタイルに偏らない、作品本来の姿を忠実に描き出す、偉大な指揮者であることをよく示している。これほど幅広い範囲でそれぞれの時代や地域のスタイルに忠実でありえた指揮者は珍しく、特筆に値する。「シチリアの晩鐘」のイタリア語版とフランス語版での演奏スタイルの違いは、ロッシの作品へのアプローチの誠実さを端的に示している。

## ディスコグラフィー
オペラ
- グルック：歌劇「オルフェオとエウリディーチェ」（コズマ／RAIトリノ響／ロッシ）（1966）
- グルック：歌劇「パリーデとエレーナ」（コズマ／RAIミラノ響／ロッシ）（1968） Opera d'oro
- グルック：歌劇「アルミード」（ディ・カヴァリエーリ／RAIトリノ響／ロッシ）（1958）
- チマローザ：歌劇「女の手管」（シュッティ／RAIナポリ響／ロッシ）（1960）
- フィオラヴァンティ：歌劇「村の女歌手」（ノーニ／A・スカルラッティ管／ロッシ）（1951） CETRA
- ロッシーニ：歌劇「タンクレーディ」（レイノルズ／RAIミラノ響／ロッシ）（1968）
- ロッシーニ：歌劇「チェネレントラ」（シミオナート／RAIトリノ響／ロッシ）（1949） CETRA
- ロッシーニ：歌劇「チェネレントラ」（ベルガンサ／A・スカルラッティ管／ロッシ）（1958）
- ロッシーニ：歌劇「オリー伯爵」（ベネッリ／トリノ王立歌劇場／ロッシ）（1975）
- ロッシーニ：歌劇「ウィリアム・テル」（イタリア語版）（タッデイ／RAIトリノ響／ロッシ）（1952）	CETRA
- ロッシーニ：歌劇「ウィリアム・テル」（イタリア語版）（フィッシャー＝ディースカウ／RAIミラノ響／ロッシ）（1956）	MYTO
- ドニゼッティ：歌劇「愛の妙薬」（ヴァレッティ／RAIミラノ響／ロッシ） (1954：映像と同音源）
- ドニゼッティ：歌劇「愛の妙薬」（カッセラート／RAIトリノ響／ロッシ） (1968)
- ドニゼッティ：歌劇「ロベルト・デヴリュー」（ゲンジェル／サン・カルロ歌劇場／ロッシ） (1964)
- ドニゼッティ：歌劇「連隊の娘」（ヴァレッティ／RAIトリノ響／ロッシ）（1951）  CETRA
- ドニゼッティ：歌劇「ドン・パスクァーレ」（ブルスカンティーニ／RAIトリノ響／ロッシ）（1952）
- ベッリーニ：歌劇「海賊」（ディ・カヴァリエーリ／RAIトリノ響／ロッシ）（1957）
- ベッリーニ：歌劇「清教徒」（モッフォ／RAIミラノ響／ロッシ）（1959）
- ヴェルディ：歌劇「ルイザ・ミラー」（ラウリ＝ヴォルピ／RAIローマ響／ロッシ）（1950） CETRA
- ヴェルディ：歌劇「リゴレット」（シルヴェリ／RAIトリノ響／ロッシ）（1951）
- ヴェルディ：歌劇「リゴレット」（ドイツ語歌唱）（メッテルニヒ／西ドイツ放送響／ロッシ）（1956）
- ヴェルディ：歌劇「リゴレット」（カップッチッリ／RAIトリノ響／ロッシ）（1967）
- ヴェルディ：歌劇「椿姫」（パリウギ／RAIミラノ響／ロッシ）（1951）
- ヴェルディ：歌劇「椿姫」（ドイツ語歌唱）（シュティッヒ・ランダル／ケルン放送響／ロッシ）（1953）
- ヴェルディ：歌劇「椿姫」（ゼアーニ／RAIローマ響／ロッシ）（1963）
- ヴェルディ：歌劇「シチリアの晩鐘」（ドイツ語歌唱）（ケルン放送響／ロッシ）（1955）	C67168-70
- ヴェルディ：歌劇「シチリアの晩鐘」（イタリア語版）（チェルクェッティ／RAIトリノ響／ロッシ）（1955） MYTO
- ヴェルディ：歌劇「シチリアの晩鐘」（フランス語版）（BBC響／ロッシ）（1969） OPERA RARA
- ヴェルディ：歌劇「シモン・ボッカネグラ」（ゴッビ／サン・カルロ歌劇場／ロッシ）（1958）	IDIS6552-53
- ヴェルディ：歌劇「マクベス」（セレーニ／RAIトリノ響／ロッシ）（1961）
- ヴェルディ：歌劇「運命の力」（リマリッリ／フェニーチェ歌劇場／ロッシ）（1966）
- ヴェルディ：歌劇「ドン・カルロ」（イタリア語4幕版）（シエピ／RAIトリノ響／ロッシ）（1954）G.O.P.
- ヴェルディ：歌劇「ドン・カルロ」（イタリア語4幕版）（クリストフ／RAIトリノ響／ロッシ）（1960）Walhall
- ヴェルディ：歌劇「ファルスタッフ」 （タッデイ／RAIトリノ響／ロッシ）（1950） CETRA
- ヴェルディ：歌劇「ファルスタッフ」 （タッデイ／RAIローマ響／ロッシ）（1953） G.O.P.
- ヴェルディ：歌劇「ファルスタッフ」 （ゴッビ／サン・カルロ歌劇場／ロッシ）（1962）　Opera d'oro
- ヴェルディ：歌劇「ファルスタッフ」 （ゴッビ／RAIトリノ響／ロッシ）（1966） MYTO
- プッチーニ：歌劇「トゥーランドット」（ドイツ語歌唱）（グローブ＝ブランドル／ウィーン国立歌劇場／ロッシ） (1956) Walhall
- チレア：歌劇「アドリアーナ・ルクヴルール」　（オリヴェロ／サン・カルロ歌劇場／ロッシ） (1959) HARDY
- ジョルダーノ：歌劇「フェドーラ」（カリーニャ／プランデッリ／ロッシ）（1950）	9.80503-04
- ザンドナーイ：歌劇「コンキータ」　（ステッラ／RAIトリノ響／ロッシ） (1969) Opera d'oro
- グノー／ジョルダーノ／ブランク／マスネ／ヴェルディ：オペラ・アリア集（ベニャミーノ・ジーリ）（1934-1949）	IDIS6372
- マイアベーア／ベルリーニ／ヴェルディ／マスネ／プッチーニ：テノールのためのオペラ・アリア集（タリアヴィーニ）（1940）	291126
- モーツァルト：オペラ・アリア集（シュヴァルツコップ）（1945-1957）	290459
- モーツァルト：オペラ・アリア集／R. シュトラウス：4つの最後の歌（シュヴァルツコップ）（1952-1955）	ALC1008
- ディートリヒ・フィッシャー＝ディースカウ 2 - モーツァルト／ドニゼッティ：バリトンのためのオペラ・アリア集（1948-1955）	290558
- ヴェルディ：声楽リサイタル（マラリアーノ）	CDS116

声楽曲
- ペルゴレージ：「スターバト・マーテル」 （シュティッヒ・ランダル／ウィーン国立歌劇場／ロッシ） AMADEO
- ハイドン：ネルソン・ミサ／ヘンデル：戴冠式アンセム第1番, 第2番, 第4番	AMD-7013
- モーツァルト：オラトリオ「救われたベトゥーリア」（ロッシ）	IDIS6408
- モーツァルト：コンサート・アリア K.512, 432, 541 （ターヨ）
- ロッシーニ：「スターバト・マーテル」（ゲンジェル、アルヴァ／バイエルン放送響／ロッシ） (1967)
- シューマン：「楽園とペリ」 （ギーベル／西ドイツ放送響／ロッシ） (1959)
- ヴェルディ：「レクイエム」 （ポッベ、G・ライモンディ／RAIトリノ響／ロッシ）（1960）
- ヴェルディ／レーヴェ／ウェーバー／モーツァルト／J.S. バッハ／ヘンデル／ベートーヴェン：声楽作品集（シュヴァルツコップ）（1938-1954）	IDIS6447-48

管弦楽曲
- ロッシーニ：オペラ序曲集（ウィーン国立歌劇場管／ロッシ） （1954）	9.80696
- メンデルスゾーン：交響曲第4番（トリノ交響楽団／ロッシ） （1949?) DECCA
- フランク：交響曲（RAIローマ響／ロッシ） （1963) INA
- ブラームス：ハンガリー舞曲集（ウィーン国立歌劇場／ロッシ） Vanguard
- ドヴォルザーク：スラヴ舞曲集（ウィーン国立歌劇場／ロッシ） Vanguard
- チャイコフスキー：1812年序曲、イタリア奇想曲（ウィーン国立歌劇場／ロッシ） Vanguard
- リムスキー＝コルサコフ：スペイン奇想曲、ロシアの復活祭（ウィーン国立歌劇場／ロッシ） Vanguard
- リムスキー＝コルサコフ：シェエラザード（ウィーン国立歌劇場管／ロッシ）SVC-90HD
- レスピーギ：鳥（RAIローマ響／ロッシ） （1963) INA
- レスピーギ：ローマの噴水 （RAIローマ響／ロッシ）（1960）291153
- プロコフィエフ：アレクサンドル・ネフスキー （ウィーン国立歌劇場管／ロッシ）ATM-CD-1513
- プロコフィエフ：ピーターと狼／組曲「キージェ中尉」（ウィーン国立歌劇場／ロッシ） ATM-CD-1803
- ペトラッシ：作品集（スイス・イタリア語圏放送響／ロッシ） ERMITAGE
- ブリテン：青少年のための管弦楽入門	OVC-8096-97
- RAI 1955 （マルトゥッチ、ワーグナー、ヴィヴァルディの諸作品） CETRA

協奏曲
- ヴィヴァルディ：調和の霊感（ウィーン国立歌劇場／ロッシ） Vanguard
- ヴィヴァルディ：ストラヴァガンツァ（ウィーン国立歌劇場／ロッシ） Vanguard
- ベートーヴェン：ピアノ協奏曲第3番（グルダ／ケルン放送響／ロッシ）（1957）
- ベートーヴェン：ピアノ協奏曲第4番 （ハスキル／RAIトリノ響／ロッシ）	203173
- ベートーヴェン：ピアノ協奏曲第5番「皇帝」／グリーグ：ピアノ協奏曲（ミケランジェリ／RAIローマ響／ロッシ）（1960, 1963 ライヴ）	BM31.6001
- パガニーニ：ヴァイオリン協奏曲第1番, 第5番（グッリ）（1960, 1961）	IDIS6594
- チャイコフスキー：ヴァイオリン協奏曲（アッカルド） MOVIMENTO MUSICA
- シベリウス：ヴァイオリン協奏曲（アッカルド／RAIトリノ響／ロッシ） I GRANDI CONCERTI
- レスピーギ：ヴァイオリンと管弦楽のための協奏曲《グレゴリオ聖歌風》（ウーギ／RAIトリノ響／ロッシ）
- バルトーク：ピアノ協奏曲第2番（シフラ／ブダペスト交響楽団／ロッシ） (1956) EMI

オペラ映画
- ドニゼッティ：歌劇「愛の妙薬」（ヴァレッティ／ノーニ／タッデイ／RAIミラノ響／ロッシ） (1954) Bel Canto Society
- ドニゼッティ：歌劇「ドン・パスクァーレ」（ターヨ／ノーニ／ヴァレッティ／RAIトリノ響／ロッシ） (1949) Bel Canto Society

## 参考資料
- Le guide de l'opéra, Roland Mancini & Jean-Jacques Rouveroux, (Fayard, 1986) ISBN 2-213-01563-5
- ナクソス・ミュージック・ライブラリーマリオ・ロッシ